# Saison 2017-2018 des Trail Blazers de Portland
La saison 2017-2018 des Trail Blazers de Portland est la 48e saison de la franchise en NBA.

## Draft
| Tour | Choix | Joueur         | Poste | Nationalité | Provenance             |
| ---- | ----- | -------------- | ----- | ----------- | ---------------------- |
| 1    | 10    | Zach Collins   | C     | États-Unis  | Bulldogs de Gonzaga    |
| 1    | 26    | Caleb Swanigan | PF    | États-Unis  | Boilermakers de Purdue |

## Matchs

### Summer League
| Summer League Total: 5-3 |

| Match | Date match | Équipe      | Score    | Meilleur marqueur   | Meilleur rebondeur  | Meilleur passeur    | Lieux                | Série |
| ----- | ---------- | ----------- | -------- | ------------------- | ------------------- | ------------------- | -------------------- | ----- |
| 1     | 8 juillet  | Utah        | V 72-63  | Caleb Swanigan (16) | Caleb Swanigan (13) | Pat Connaughton (6) | Cox Pavilion         | 1 - 0 |
| 2     | 9 juillet  | Boston      | D 64-70  | Caleb Swanigan (12) | Caleb Swanigan (7)  | Pat Connaughton (4) | Thomas & Mack Center | 1 - 1 |
| 3     | 11 juillet | San Antonio | D 85-99  | Caleb Swanigan (19) | Caleb Swanigan (13) | Jorge Gutiérrez (5) | Cox Pavilion         | 1 - 2 |
| 4     | 12 juillet | Chicago     | V 88-77  | Jake Layman (22)    | Jarnell Stokes (17) | Jake Layman (3)     | Cox Pavilion         | 2 - 2 |
| 5     | 13 juillet | Toronto     | V 91-85  | Nick Johnson (17)   | Caleb Swanigan (11) | Jorge Gutiérrez (7) | Cox Pavilion         | 3 - 2 |
| 6     | 15 juillet | San Antonio | V 94-87  | Jake Layman (23)    | Caleb Swanigan (9)  | R. J. Hunter (5)    | Thomas & Mack Center | 4 - 2 |
| 7     | 16 juillet | Memphis     | V 87-82  | Jarnell Stokes (22) | Jarnell Stokes (15) | Jorge Gutiérrez (8) | Thomas & Mack Center | 5 - 2 |
| 8     | 17 juillet | L.A. Lakers | D 98-110 | Caleb Swanigan (25) | Caleb Swanigan (12) | Caleb Swanigan (7)  | Thomas & Mack Center | 5 - 3 |

### Pré-saison
| Pré-saison Total: 5-1 (Domicile : 2-1 ; Extérieur : 3-0) |

| Match | Date match | Équipe          | Score     | Meilleur marqueur      | Meilleur rebondeur  | Meilleur passeur   | Lieux Spectateurs          | Série |
| ----- | ---------- | --------------- | --------- | ---------------------- | ------------------- | ------------------ | -------------------------- | ----- |
| 1     | 3 octobre  | Phoenix         | D 112-114 | Lillard, Swanigan (18) | Zach Collins (8)    | Damian Lillard (4) | Moda Center                | 0 - 1 |
| 2     | 5 octobre  | Toronto         | V 106-101 | Damian Lillard (16)    | Aminu, Swanigan (8) | Damian Lillard (8) | Moda Center                | 1 - 1 |
| 3     | 8 octobre  | @ L.A. Clippers | V 134-106 | Damian Lillard (35)    | Meyers Leonard (10) | Evan Turner (8)    | Staples Center             | 2 - 1 |
| 4     | 9 octobre  | @ Sacramento    | V 97-83   | Jusuf Nurkić (16)      | Caleb Swanigan (12) | Damian Lillard (3) | Golden 1 Center            | 3 - 1 |
| 5     | 11 octobre | @ Phoenix       | V 113-104 | Meyers Leonard (17)    | Ed Davis (12)       | Evan Turner (6)    | Talking Stick Resort Arena | 4 - 1 |
| 6     | 13 octobre | Maccabi Haïfa   | V 129-81  | Jake Layman (24)       | Nurkić, Collins (8) | Isaiah Briscoe (7) | Moda Center                | 5 - 1 |

### Saison régulière
| Saison régulière Total: 49-33 (Domicile : 27-13 ; Extérieur : 21-20) |

| Match | Date match | Équipe           | Score     | Meilleur marqueur      | Meilleur rebondeur   | Meilleur passeur   | Lieux                      | Série |
| ----- | ---------- | ---------------- | --------- | ---------------------- | -------------------- | ------------------ | -------------------------- | ----- |
| 1     | 18 octobre | @ Phoenix        | V 124-76  | Damian Lillard (27)    | Al-Farouq Aminu (12) | Damian Lillard (5) | Talking Stick Resort Arena | 1 - 0 |
| 2     | 20 octobre | @ Indiana        | V 114-96  | C.J. McCollum (28)     | Al-Farouq Aminu (16) | Damian Lillard (7) | Bankers Life Fieldhouse    | 2 - 0 |
| 3     | 21 octobre | @ Milwaukee      | D 110-113 | Lillard, McCollum (26) | Davis, Nurkić (11)   | Evan Turner (7)    | BMO Harris Bradley Center  | 2 - 1 |
| 4     | 24 octobre | Nouvelle-Orléans | V 103-93  | C.J. McCollum (23)     | Ed Davis (10)        | Damian Lillard (7) | Moda Center                | 3 - 1 |
| 5     | 26 octobre | L.A. Clippers    | D 103-104 | Damian Lillard (25)    | Ed Davis (10)        | Damian Lillard (6) | Moda Center                | 3 - 2 |
| 6     | 28 octobre | Phoenix          | V 114-107 | Damian Lillard (25)    | Ed Davis (11)        | Damian Lillard (9) | Moda Center                | 4 - 2 |
| 7     | 30 octobre | Toronto          | D 85-99   | Damian Lillard (36)    | Ed Davis (8)         | Aminu, Turner (3)  | Moda Center                | 4 - 3 |

| Match | Date match   | Équipe         | Score          | Meilleur marqueur     | Meilleur rebondeur  | Meilleur passeur    | Lieux                   | Série  |
| ----- | ------------ | -------------- | -------------- | --------------------- | ------------------- | ------------------- | ----------------------- | ------ |
| 8     | 1er novembre | @ Utah         | D 103-112 (OT) | Damian Lillard (33)   | Jusuf Nurkić (11)   | Damian Lillard (8)  | Vivint Smart Home Arena | 4 - 4  |
| 9     | 2 novembre   | L.A. Lakers    | V 113-110      | Damian Lillard (32)   | Ed Davis (8)        | Quatre joueurs (5)  | Moda Center             | 5 - 4  |
| 10    | 5 novembre   | Oklahoma City  | V 103-99       | Damian Lillard (36)   | Nurkić, Vonleh (8)  | Damian Lillard (13) | Moda Center             | 6 - 4  |
| 11    | 7 novembre   | Memphis        | D 97-98        | C.J. McCollum (36)    | Vonleh, Davis (10)  | Damian Lillard (6)  | Moda Center             | 6 - 5  |
| 12    | 10 novembre  | Brooklyn       | D 97-101       | Jusuf Nurkić (21)     | Damian Lillard (9)  | Damian Lillard (6)  | Moda Center             | 6 - 6  |
| 13    | 13 novembre  | Denver         | V 99-82        | Nurkić, McCollum (17) | Noah Vonleh (10)    | Damian Lillard (7)  | Moda Center             | 7 - 6  |
| 14    | 15 novembre  | Orlando        | V 99-94        | Damian Lillard (26)   | Damian Lillard (11) | Damian Lillard (7)  | Moda Center             | 8 - 6  |
| 15    | 17 novembre  | @ Sacramento   | D 82-86        | Damian Lillard (29)   | Ed Davis (8)        | Damian Lillard (4)  | Golden 1 Center         | 8 - 7  |
| 16    | 18 novembre  | Sacramento     | V 102-90       | C.J. McCollum (25)    | Ed Davis (8)        | Damian Lillard (6)  | Moda Center             | 9 - 7  |
| 17    | 20 novembre  | @ Memphis      | V 100-92       | C.J. McCollum (24)    | Noah Vonleh (18)    | Damian Lillard (4)  | FedEx Forum             | 10 - 7 |
| 18    | 22 novembre  | @ Philadelphie | D 81-101       | Damian Lillard (30)   | Nurkić, Vonleh (11) | Shabazz Napier (4)  | Wells Fargo Center      | 10 - 8 |
| 19    | 24 novembre  | @ Brooklyn     | V 127-125      | Damian Lillard (34)   | Jusuf Nurkić (15)   | Damian Lillard (9)  | Barclays Center         | 11 - 8 |
| 20    | 25 novembre  | @ Washington   | V 108-105      | Damian Lillard (29)   | Noah Vonleh (10)    | Damian Lillard (6)  | Capital One Arena       | 12 - 8 |
| 21    | 27 novembre  | @ New York     | V 103-91       | Damian Lillard (32)   | Noah Vonleh (12)    | Jusuf Nurkić (6)    | Madison Square Garden   | 13 - 8 |
| 22    | 30 novembre  | Milwaukee      | D 91-103       | Jusuf Nurkić (25)     | Jusuf Nurkić (11)   | Damian Lillard (7)  | Moda Center             | 13 - 9 |

| Match | Date match  | Équipe           | Score     | Meilleur marqueur     | Meilleur rebondeur   | Meilleur passeur      | Lieux                    | Série   |
| ----- | ----------- | ---------------- | --------- | --------------------- | -------------------- | --------------------- | ------------------------ | ------- |
| 23    | 2 décembre  | Nouvelle-Orléans | D 116-123 | Damian Lillard (29)   | Vonleh, Napier (7)   | Damian Lillard (8)    | Moda Center              | 13 - 10 |
| 24    | 5 décembre  | Washington       | D 92-106  | Damian Lillard (30)   | Jusuf Nurkić (9)     | Damian Lillard (9)    | Moda Center              | 13 - 11 |
| 25    | 9 décembre  | Houston          | D 117-124 | Damian Lillard (35)   | Ed Davis (9)         | Damian Lillard (6)    | Moda Center              | 13 - 12 |
| 26    | 11 décembre | @ Goden State    | D 104-111 | Damian Lillard (39)   | Noah Vonleh (9)      | Evan Turner (4)       | Oracle Arena             | 13 - 13 |
| 27    | 13 décembre | @ Miami          | V 102-95  | C.J. McCollum (28)    | Al-Farouq Aminu (13) | Damian Lillard (6)    | American Airlines Center | 14 - 13 |
| 28    | 15 décembre | @ Orlando        | V 95-88   | Damian Lillard (21)   | Jusuf Nurkić (11)    | McCollum, Lillard (4) | Amway Center             | 15 - 13 |
| 29    | 16 décembre | @ Charlotte      | V 93-91   | C.J. McCollum (25)    | Zach Collins (10)    | Damian Lillard (11)   | Spectrum Center          | 16 - 13 |
| 30    | 18 décembre | @ Minnesota      | D 107-108 | McCollum, Nurkić (20) | Damian Lillard (8)   | Damian Lillard (13)   | Target Center            | 16 - 14 |
| 31    | 20 décembre | San Antonio      | D 91-93   | Damian Lillard (17)   | Ed Davis (11)        | C.J. McCollum (6)     | Moda Center              | 16 - 15 |
| 32    | 22 décembre | Denver           | D 85-102  | C.J. McCollum (15)    | Ed Davis (8)         | Shabazz Napier (5)    | Moda Center              | 16 - 16 |
| 33    | 23 décembre | @ L.A. Lakers    | V 95-92   | Maurice Harkless (22) | Al-Farouq Aminu (10) | Shabazz Napier (5)    | Staples Center           | 17 - 16 |
| 34    | 28 décembre | Philadelphie     | V 114-110 | C.J. McCollum (34)    | Jusuf Nurkić (12)    | C.J. McCollum (4)     | Moda Center              | 18 - 16 |
| 35    | 30 décembre | @ Atlanta        | D 89-104  | Shabazz Napier (21)   | Jusuf Nurkić (11)    | Shabazz Napier (6)    | Philips Arena            | 18 - 17 |

| Match | Date match  | Équipe             | Score          | Meilleur marqueur      | Meilleur rebondeur   | Meilleur passeur     | Lieux                    | Série   |
| ----- | ----------- | ------------------ | -------------- | ---------------------- | -------------------- | -------------------- | ------------------------ | ------- |
| 36    | 1er janvier | @ Chicago          | V 124-120 (OT) | C.J. McCollum (32)     | Jusuf Nurkić (15)    | C.J. McCollum (8)    | United Center            | 19 - 17 |
| 37    | 2 janvier   | @ Cleveland        | D 110-127      | Damian Lillard (25)    | Al-Farouq Aminu (9)  | Damian Lillard (6)   | Quicken Loans Arena      | 19 - 18 |
| 38    | 5 janvier   | Atlanta            | V 110-89       | C.J. McCollum (20)     | Jusuf Nurkić (9)     | Trois joueurs (6)    | Moda Center              | 20 - 18 |
| 39    | 7 janvier   | San Antonio        | V 111-110      | C.J. McCollum (25)     | Jusuf Nurkić (13)    | McCollum, Napier (7) | Moda Center              | 21 - 18 |
| 40    | 9 janvier   | @ Oklahoma City    | V 117-106      | C.J. McCollum (27)     | Jusuf Nurkić (8)     | C.J. McCollum (7)    | Chesapeake Energy Arena  | 22 - 18 |
| 41    | 10 janvier  | @ Houston          | D 112-121      | Damian Lillard (29)    | Ed Davis (10)        | Damian Lillard (8)   | Toyota Center            | 22 - 19 |
| 42    | 12 janvier  | @ Nouvelle-Orléans | D 113-119      | Lillard, McCollum (23) | Al-Farouq Aminu (11) | Damian Lillard (8)   | Smoothie King Center     | 22 - 20 |
| 43    | 14 janvier  | @ Minnesota        | D 103-120      | Damian Lillard (21)    | Ed Davis (8)         | Damian Lillard (8)   | Target Center            | 22 - 21 |
| 44    | 16 janvier  | Phoenix            | V 118-111      | Damian Lillard (31)    | Al-Farouq Aminu (9)  | Damian Lillard (7)   | Moda Center              | 23 - 21 |
| 45    | 18 janvier  | Indiana            | V 100-86       | Damian Lillard (26)    | Jusuf Nurkić (17)    | Damian Lillard (8)   | Moda Center              | 24 - 21 |
| 46    | 20 janvier  | Dallas             | V 117-108      | Damian Lillard (31)    | Ed Davis (10)        | Damian Lillard (9)   | Moda Center              | 25 - 21 |
| 47    | 22 janvier  | @ Denver           | D 101-104      | Damian Lillard (25)    | Jusuf Nurkić (12)    | Damian Lillard (8)   | Pepsi Center             | 25 - 22 |
| 48    | 24 janvier  | Minnesota          | V 123-114      | Damian Lillard (31)    | Ed Davis (10)        | Lillard, Turner (6)  | Moda Center              | 26 - 22 |
| 49    | 26 janvier  | @ Dallas           | V 107-93       | Damian Lillard (29)    | Ed Davis (13)        | C.J. McCollum (5)    | American Airlines Center | 27 - 22 |
| 50    | 30 janvier  | @ L.A. Clippers    | V 104-96       | Damian Lillard (28)    | Jusuf Nurkić (20)    | Damian Lillard (7)   | Staples Center           | 28 - 22 |
| 51    | 31 janvier  | Chicago            | V 124-108      | C.J. McCollum (50)     | Jusuf Nurkić (9)     | Damian Lillard (7)   | Moda Center              | 29 - 22 |

| Match                  | Date match | Équipe       | Score          | Meilleur marqueur   | Meilleur rebondeur   | Meilleur passeur    | Lieux                      | Série   |
| ---------------------- | ---------- | ------------ | -------------- | ------------------- | -------------------- | ------------------- | -------------------------- | ------- |
| 52                     | 2 février  | @ Toronto    | D 105-130      | Damian Lillard (32) | Al-Farouq Aminu (9)  | Damian Lillard (10) | Centre Air Canada          | 29 - 23 |
| 53                     | 4 février  | @ Boston     | D 96-97        | C.J. McCollum (22)  | Trois joueurs (8)    | Damian Lillard (9)  | TD Garden                  | 29 - 24 |
| 54                     | 5 février  | @ Détroit    | D 91-111       | Damian Lillard (20) | Al-Farouq Aminu (13) | Damian Lillard (5)  | Little Caesars Arena       | 29 - 25 |
| 55                     | 8 février  | Charlotte    | V 109-103 (OT) | Jusuf Nurkić (24)   | Al-Farouq Aminu (15) | Damian Lillard (8)  | Moda Center                | 30 - 25 |
| 56                     | 9 février  | @ Sacramento | V 118-100      | Damian Lillard (50) | Ed Davis (14)        | Damian Lillard (6)  | Golden 1 Center            | 31 - 25 |
| 57                     | 11 février | Utah         | D 96-115       | Damian Lillard (39) | Ed Davis (12)        | C.J. McCollum (4)   | Moda Center                | 31 - 26 |
| 58                     | 14 février | Golden State | V 123-117      | Damian Lillard (44) | Jusuf Nurkić (13)    | Damian Lillard (8)  | Moda Center                | 32 - 26 |
| NBA All-Star Game 2018 |            |              |                |                     |                      |                     |                            |         |
| 59                     | 23 février | @ Utah       | V 100-81       | C.J. McCollum (26)  | Aminu, Davis (8)     | Lillard, Turner (3) | Vivint Smart Home Arena    | 33 - 26 |
| 60                     | 24 février | @ Phoenix    | V 106-104      | Damian Lillard (40) | Jusuf Nurkić (13)    | Damian Lillard (5)  | Talking Stick Resort Arena | 34 - 26 |
| 61                     | 27 février | Sacramento   | V 116-99       | Damian Lillard (26) | Ed Davis (12)        | Damian Lillard (12) | Moda Center                | 35 - 26 |

| Match | Date match | Équipe             | Score     | Meilleur marqueur      | Meilleur rebondeur   | Meilleur passeur    | Lieux                   | Série   |
| ----- | ---------- | ------------------ | --------- | ---------------------- | -------------------- | ------------------- | ----------------------- | ------- |
| 62    | 1er mars   | Minnesota          | V 108-99  | Damian Lillard (35)    | Al-Farouq Aminu (12) | Evan Turner (6)     | Moda Center             | 36 - 26 |
| 63    | 3 mars     | Oklahoma City      | V 108-100 | C.J. McCollum (28)     | Ed Davis (10)        | Damian Lillard (7)  | Moda Center             | 37 - 26 |
| 64    | 5 mars     | @ L.A. Lakers      | V 108-103 | Damian Lillard (39)    | Jusuf Nurkić (16)    | Damian Lillard (6)  | Staples Center          | 38 - 26 |
| 65    | 6 mars     | New York           | V 111-87  | Damian Lillard (37)    | Ed Davis (14)        | Quatre joueurs (4)  | Moda Center             | 39 - 26 |
| 66    | 9 mars     | Golden State       | V 125-108 | C.J. McCollum (30)     | Ed Davis (15)        | Damian Lillard (8)  | Moda Center             | 40 - 26 |
| 67    | 12 mars    | Miami              | V 115-99  | Damian Lillard (32)    | Jusuf Nurkić (16)    | Damian Lillard (10) | Moda Center             | 41 - 26 |
| 68    | 15 mars    | Cleveland          | V 113-105 | C.J. McCollum (29)     | Jusuf Nurkić (10)    | Damian Lillard (9)  | Moda Center             | 42 - 26 |
| 69    | 17 mars    | Détroit            | V 100-87  | Damian Lillard (24)    | Al-Farouq Aminu (12) | Damian Lillard (8)  | Moda Center             | 43 - 26 |
| 70    | 18 mars    | @ L.A. Clippers    | V 122-109 | Damian Lillard (23)    | Jusuf Nurkić (12)    | Shabazz Napier (8)  | Staples Center          | 44 - 26 |
| 71    | 20 mars    | Houston            | D 111-115 | Al-Farouq Aminu (22)   | Jusuf Nurkić (11)    | Damian Lillard (6)  | Moda Center             | 44 - 27 |
| 72    | 23 mars    | Boston             | D 100-105 | Lillard, McCollum (26) | Al-Farouq Aminu (10) | Damian Lillard (8)  | Moda Center             | 44 - 28 |
| 73    | 25 mars    | @ Oklahoma City    | V 108-105 | C.J. McCollum (34)     | Jusuf Nurkić (12)    | Damian Lillard (5)  | Chesapeake Energy Arena | 45 - 28 |
| 74    | 27 mars    | @ Nouvelle-Orléans | V 107-103 | Damian Lillard (41)    | Aminu, Nurkić (10)   | Damian Lillard (6)  | Smoothie King Center    | 46 - 28 |
| 75    | 28 mars    | @ Memphis          | D 103-108 | C.J. McCollum (42)     | Jusuf Nurkić (8)     | C.J. McCollum (5)   | FedExForum              | 46 - 29 |
| 76    | 30 mars    | L.A. Clippers      | V 105-96  | Jusuf Nurkić (21)      | Jusuf Nurkić (12)    | Damian Lillard (11) | Moda Center             | 47 - 29 |

| Match | Date match | Équipe        | Score     | Meilleur marqueur   | Meilleur rebondeur   | Meilleur passeur      | Lieux                    | Série   |
| ----- | ---------- | ------------- | --------- | ------------------- | -------------------- | --------------------- | ------------------------ | ------- |
| 77    | 1er avril  | Memphis       | V 113-98  | Damian Lillard (27) | Al-Farouq Aminu (10) | Lillard, McCollum (9) | Moda Center              | 48 - 29 |
| 78    | 3 avril    | @ Dallas      | D 109-115 | Damian Lillard (29) | Jusuf Nurkić (13)    | Lillard, McCollum (8) | American Airlines Center | 48 - 30 |
| 79    | 5 avril    | @ Houston     | D 94-96   | C.J. McCollum (16)  | Jusuf Nurkić (11)    | C.J. McCollum (4)     | Toyota Center            | 48 - 31 |
| 80    | 7 avril    | @ San Antonio | D 105-116 | Damian Lillard (33) | Jusuf Nurkić (12)    | Damian Lillard (5)    | AT&T Center              | 48 - 32 |
| 81    | 9 avril    | @ Denver      | D 82-88   | Damian Lillard (25) | Jusuf Nurkić (19)    | Lillard, McCollum (3) | Pepsi Center             | 48 - 33 |
| 82    | 11 avril   | Utah          | V 102-93  | Damian Lillard (36) | Aminu, Nurkić (9)    | Damian Lillard (10)   | Moda Center              | 49 - 33 |

### Playoffs
| Playoffs Total: 0-4 (Domicile : 0-2 ; Extérieur : 0-2) |

| Match | Date match | Équipe             | Score     | Meilleur marqueur  | Meilleur rebondeur   | Meilleur passeur     | Lieux Spectateurs    | Série |
| ----- | ---------- | ------------------ | --------- | ------------------ | -------------------- | -------------------- | -------------------- | ----- |
| 1     | 14 avril   | Nouvelle-Orléans   | D 95-97   | C.J. McCollum (19) | Jusuf Nurkić (11)    | Damian Lillard (7)   | Moda Center          | 0 - 1 |
| 2     | 17 avril   | Nouvelle-Orléans   | D 102-111 | C.J. McCollum (22) | Al-Farouq Aminu (15) | C.J. McCollum (6)    | Moda Center          | 0 - 2 |
| 3     | 19 avril   | @ Nouvelle-Orléans | D 102-119 | C.J. McCollum (22) | Aminu & Davis (8)    | Maurice Harkless (4) | Smoothie King Center | 0 - 3 |
| 4     | 21 avril   | @ Nouvelle-Orléans | D 123-131 | C.J. McCollum (38) | Jusuf Nurkić (11)    | Damian Lillard (6)   | Smoothie King Center | 0 - 4 |

### Confrontations en saison régulière
| Conférence Est      | Conférence Est                               | Conférence Est                               | Conférence Ouest                             | Conférence Ouest                             | Conférence Ouest                             | Conférence Ouest                             | Conférence Ouest                             |
| Division Atlantique | Division Atlantique                          | Division Atlantique                          | Division Nord-Ouest                          | Division Nord-Ouest                          | Division Nord-Ouest                          | Division Nord-Ouest                          | Division Nord-Ouest                          |
| Équipe              | Domicile                                     | Extérieur                                    | Équipe                                       | Domicile                                     | Domicile                                     | Extérieur                                    | Extérieur                                    |
| ------------------- | -------------------------------------------- | -------------------------------------------- | -------------------------------------------- | -------------------------------------------- | -------------------------------------------- | -------------------------------------------- | -------------------------------------------- |
| Boston              | 100-105                                      | 96-97                                        | Denver                                       | 99-82                                        | 85-102                                       | 101-104                                      | 82-88                                        |
| Brooklyn            | 97-101                                       | 127-125                                      | Minnesota                                    | 123-114                                      | 108-99                                       | 107-108                                      | 103-120                                      |
| New York            | 111-87                                       | 103-91                                       | Oklahoma City                                | 103-99                                       | 108-100                                      | 117-106                                      | 108-105                                      |
| Philadelphie        | 114-110                                      | 81-101                                       |                                              |                                              |                                              |                                              |                                              |
| Toronto             | 85-99                                        | 105-130                                      | Utah                                         | 96-115                                       | 102-93                                       | 103-112 (OT)                                 | 100-81                                       |
|                     | 2–3                                          | 2–3                                          |                                              | 6–2                                          | 6–2                                          | 3–5                                          | 3–5                                          |
| Division            | 4–6                                          | 4–6                                          | Division                                     | 9–7                                          | 9–7                                          | 9–7                                          | 9–7                                          |
| Division Atlantique | Division Atlantique                          | Division Atlantique                          | Division Nord-Ouest                          | Division Nord-Ouest                          | Division Nord-Ouest                          | Division Nord-Ouest                          | Division Nord-Ouest                          |
| Équipe              | Domicile                                     | Extérieur                                    | Équipe                                       | Domicile                                     | Domicile                                     | Extérieur                                    | Extérieur                                    |
| Chicago             | 124-108                                      | 124-120 (OT)                                 | Golden State                                 | 123-117                                      | 125-108                                      | 104-111                                      |                                              |
| Cleveland           | 113-105                                      | 110-127                                      | L.A. Clippers                                | 103-104                                      | 105-96                                       | 104-96                                       | 122-109                                      |
| Detroit             | 100-87                                       | 91-111                                       | L.A. Lakers                                  | 113-110                                      |                                              | 95-92                                        | 108-103                                      |
| Indiana             | 100-86                                       | 114-96                                       | Phoenix                                      | 114-107                                      | 118-111                                      | 124-76                                       | 106-104                                      |
| Milwaukee           | 91-103                                       | 110-113                                      | Sacramento                                   | 102-90                                       | 116-99                                       | 82-86                                        | 118-100                                      |
|                     | 4–1                                          | 2–3                                          |                                              | 8–1                                          | 8–1                                          | 7–2                                          | 7–2                                          |
| Division            | 6–4                                          | 6–4                                          | Division                                     | 15–3                                         | 15–3                                         | 15–3                                         | 15–3                                         |
| Division Atlantique | Division Atlantique                          | Division Atlantique                          | Division Nord-Ouest                          | Division Nord-Ouest                          | Division Nord-Ouest                          | Division Nord-Ouest                          | Division Nord-Ouest                          |
| Équipe              | Domicile                                     | Extérieur                                    | Équipe                                       | Domicile                                     | Domicile                                     | Extérieur                                    | Extérieur                                    |
| Atlanta             | 110-89                                       | 89-104                                       | Dallas                                       | 117-108                                      |                                              | 107-93                                       | 109-115                                      |
| Charlotte           | 109-103 (OT)                                 | 93-91                                        | Houston                                      | 117-124                                      | 111-115                                      | 112-121                                      | 94-96                                        |
| Miami               | 115-99                                       | 102-95                                       | Memphis                                      | 97-98                                        | 113-98                                       | 100-92                                       | 103-108                                      |
| Orlando             | 99-94                                        | 95-88                                        | New Orleans                                  | 103-93                                       | 116-123                                      | 113-119                                      | 107-103                                      |
| Washington          | 92-106                                       | 108-105                                      | San Antonio                                  | 91-93                                        | 111-110                                      | 105-116                                      |                                              |
|                     | 4–1                                          | 4–1                                          |                                              | 3–5                                          | 3–5                                          | 3–6                                          | 3–6                                          |
| Division            | 8–2                                          | 8–2                                          | Division                                     | 6–11                                         | 6–11                                         | 6–11                                         | 6–11                                         |
| Conférence          | 18–12 (Domicile : 10–5 ; Extérieur : 8–7)    | 18–12 (Domicile : 10–5 ; Extérieur : 8–7)    | Conférence                                   | 31–21 (Domicile : 18–8 ; Extérieur : 13–13)  | 31–21 (Domicile : 18–8 ; Extérieur : 13–13)  | 31–21 (Domicile : 18–8 ; Extérieur : 13–13)  | 31–21 (Domicile : 18–8 ; Extérieur : 13–13)  |
| Total               | 49–33 (Domicile : 28–13 ; Extérieur : 21–20) | 49–33 (Domicile : 28–13 ; Extérieur : 21–20) | 49–33 (Domicile : 28–13 ; Extérieur : 21–20) | 49–33 (Domicile : 28–13 ; Extérieur : 21–20) | 49–33 (Domicile : 28–13 ; Extérieur : 21–20) | 49–33 (Domicile : 28–13 ; Extérieur : 21–20) | 49–33 (Domicile : 28–13 ; Extérieur : 21–20) |

## Effectif
| Trail Blazers de Portland Effectif en fin de saison régulière |    |                                  |                    |                     |
| Entraîneur : Terry Stotts                                     |    |                                  |                    |                     |
| Ailier                                                        | 8  | Drapeau du Nigeria               | Al-Farouq Aminu    | Wake Forest         |
| Meneur                                                        | 2  | Drapeau des États-Unis           | Wade Baldwin IV    | Vanderbilt          |
| Ailier fort, Pivot                                            | 33 | Drapeau des États-Unis           | Zach Collins       | Bulldogs de Gonzaga |
| Arrière, Ailier                                               | 5  | Drapeau des États-Unis           | Pat Connaughton    | Notre Dame          |
| Ailier fort                                                   | 17 | Drapeau des États-Unis           | Ed Davis           | Caroline du Nord    |
| Ailier                                                        | 4  | Drapeau des États-Unis           | Maurice Harkless   | Saint John          |
| Ailier                                                        | 10 | Drapeau des États-Unis           | Jake Layman        | Maryland            |
| Ailier fort, Pivot                                            | 11 | Drapeau des États-Unis           | Meyers Leonard     | Illinois            |
| Meneur                                                        | 0  | Drapeau des États-Unis           | Damian Lillard     | Weber State         |
| Meneur                                                        | 3  | Drapeau des États-Unis           | C.J. McCollum      | Lehigh              |
| Meneur                                                        | 6  | Drapeau des États-Unis           | Shabazz Napier     | Connecticut         |
| Pivot                                                         | 27 | Drapeau de la Bosnie-Herzégovine | Jusuf Nurkić       | Bosnie-Herzégovine  |
| Pivot                                                         | 19 | Drapeau de la Grèce              | Yórgos Papayiánnis | Grèce               |
| Ailier fort                                                   | 50 | Drapeau des États-Unis           | Caleb Swanigan     | Purdue              |
| Arrière, Ailier                                               | 1  | Drapeau des États-Unis           | Evan Turner        | Ohio State          |
| Arrière                                                       | 23 | Drapeau des États-Unis           | C. J. Wilcox (TW)  | Washington          |
| (C) - Capitaine, (TW) - Two-way contract, - Blessé            |    |                                  |                    |                     |

## Transactions

### Échanges
| 22 juin 2017    | A Trail Blazers de PortlandDroits sur le 10e choix de la Draft 2017 : Zach Collins | A Kings de SacramentoDroits sur le 15e choix de la Draft 2017 : Justin Jackson Droits sur le 20e choix de la Draft 2017 : Harry Giles |
| 28 juin 2017    | A Trail Blazers de PortlandCompensation financière                                 | A Rockets de HoustonTim Quarterman |
| 25 juillet 2017 | A Trail Blazers de PortlandAndrew Nicholson                                        | A Nets de BrooklynAllen Crabbe |
| 8 février 2018  | A Trail Blazers de PortlandDroits sur Milovan Raković Compensation financière      | A Bulls de ChicagoNoah Vonleh |

### Arrivés
| Date       | Joueur             | Contrat                          | Provenance                    |
| ---------- | ------------------ | -------------------------------- | ----------------------------- |
| 04/07/2017 | Zach Collins       | Contrat de 6 690 000 $ sur 2 ans | Bulldogs de Gonzaga (NCAA)    |
| 04/07/2017 | Caleb Swanigan     | Contrat de 3 200 000 $ sur 2 ans | Boilermakers de Purdue (NCAA) |
| 12/03/2017 | Wade Baldwin IV    | Contrat de 229,900 $ sur 1 an    | Trail Blazers de Portland     |
| 18/03/2017 | Yórgos Papayiánnis | Contrat de 1 730 350 $ sur 2 ans | Trail Blazers de Portland     |

#### Two-way contract
| Date       | Joueur          | Provenance           |
| ---------- | --------------- | -------------------- |
| 09/08/2017 | C. J. Wilcox    | Magic d'Orlando      |
| 20/10/2017 | Wade Baldwin IV | Grizzlies de Memphis |

#### Contrat de 10 jours
| Date       | Joueur             | Provenance          |
| ---------- | ------------------ | ------------------- |
| 21/02/2018 | Brandon Rush       | Bucks de Milwaukee  |
| 08/03/2018 | Yórgos Papayiánnis | Kings de Sacramento |

### Départs
| Date       | Joueur           | Raison départ | Nouvelle équipe ¹         |
| ---------- | ---------------- | ------------- | ------------------------- |
| 30/08/2017 | Andrew Nicholson | Coupé         | Guangdong Southern Tigers |

¹ Il s'agit de l’équipe pour laquelle le joueur a signé après son départ, il a pu entre-temps changer d'équipe ou encore de pays.

#### Non retenu après les camps entraînements
| Date       | Joueur         | Nouvelle équipe                |
| ---------- | -------------- | ------------------------------ |
| 14/10/2017 | Isaiah Briscoe | BC Kalev                       |
| 14/10/2017 | Archie Goodwin | Swarm de Greensboro (G League) |
| 14/10/2017 | Anthony Morrow |                                |

### Joueurs "agents libres" à la fin de la saison
| Joueur          | Fin de saison         |
| --------------- | --------------------- |
| Pat Connaughton | Agent libre restreint |
| Ed Davis        | Agent libre           |
| Shabazz Napier  | Agent libre restreint |
| Jusuf Nurkić    | Agent libre restreint |

## Récompenses
| Date       | Joueur         | Récompense                                     |
| ---------- | -------------- | ---------------------------------------------- |
| 22 janvier | Damian Lillard | Joueur de la semaine dans la conférence Ouest. |
| Janvier    | Terry Stotts   | Entraîneur du mois dans la conférence Ouest.   |
| 18 février | Damian Lillard | ☆ All-Star 2018 ☆                              |
| 12 mars    | Damian Lillard | Joueur de la semaine dans la conférence Ouest. |
| 2 avril    | Damian Lillard | Joueur de la semaine dans la conférence Ouest. |